# Chelifera stuprator
Chelifera stuprator är en tvåvingeart som först beskrevs av Axel Leonard Melander 1947.  Chelifera stuprator ingår i släktet Chelifera och familjen dansflugor.
Artens utbredningsområde är Washington. Inga underarter finns listade i Catalogue of Life.